# حرفتو ادامه بده
«حرفتو ادامه بده» (به انگلیسی: Keep Talking) ترانه‌ای از آلبوم ناقوس جدایی گروه موسیقی پراگرسیو راک پینک فلوید است که در سال ۱۹۹۴ منتشر شد.

## درباره آهنگ
آهنگ توسط دیوید گیلمور،ریچارد رایت و پالی سمسون نوشته شده‌است،توسط گیلمور خوانده می‌شود.در این آهنگ از صدای الکترونیکی فیزیکدان و کیهان‌شناس استیون هاوکینگ نیز استفاده شده‌است.آهنگ اولین تک‌آهنگ آلبوم بود که در ایالات متحده آمریکا منتشر شده بود.این آهنگ در آلبوم گردآوری‌شده‌ی پژواک‌ها: بهترین‌های پینک فلوید نیز در سال ۲۰۰۱ منتشر شد،در تور زنگ دسته‌بندی نیز اجرا شد و در آلبوم زنده‌ی تکانه نیز قرار گرفت.

## دست‌اندرکاران
- دیوید گیلمور - خواننده ،گیتار،تالک باکس
- ریچارد رایت - ارگ هموند،سینث‌سایزر
- نیک میسن - درام و ساز کوبه‌ای
- گای پرت - گیتار بیس
- جان کرین - کیبورد،برنامه‌ریز
- گری والیس - ساز کوبه‌ای
- باب ازرین - تنظیم،ساز کوبه‌ای